# Molly Taylor
Molly Anne Taylor (Sydney, 1988. május 6. –) ausztrál raliversenyző Sydneyből. 2016-ban megnyerte az ausztrál ralibajnokságot. Ő az első és egyetlen női versenyző, akinek ez sikerült, és a legfiatalabb is.
Taylor volt az első nő, aki az Ausztrál Motorsport Alapítvány "Feltörekvő Nemzetközi Csillagok" ("International Rising Stars") programjának a tagja lett, 2006-ban pedig a New South Wales-i Ausztrál Motorsport Szövetség "Az év fiatal teljesítője" díját is megkapta. 2011-ben a rali-világbajnokság (WRC) Pirelli Star Driver programjának is a tagja volt. Több bajnokságot is nyert, például 2007-ben és 2008-ban zsinórban nyert az ausztrál ralibajnokság F16 osztályában. 2009-ben ő lett a brit ralibajnokság bajnoka, az első Egyesült Királyságon kívüli versenyző, aki elnyerte a díjat. 2010-ben újból elnyerte. A 2013-as rali-Európa-bajnokságon is részt vett.
2020 májusában csatlakozott az Extreme E sorozat programjához. Johan Kristoffersson partnere lett. A páros megnyerte a 2021-es Desert X-Prix-et és az Ocean X-Prixet.

## Élete
Mark és Coral Taylor gyermeke. Van egy nővére, Jane. A New England Girls' School (Új-Dél-Wales) tanulója volt. Gyerekkorában imádta a lovakat. Iskolás korában szerepelt helyi versenyeken. Eladta a lovát, hogy megvegye első versenyautóját. Azt mondta: "100 lóerőt kaptam egy lóért, szóval úgy gondolom, ez jól sikerült."
A rali akkor kezdte érdekelni, amikor apja mellett dolgozott a raliiskolában. Mikor apja megtanította, hogyan vezessen biztonságosan, akkor határozta el, hogy raliversenyző lesz.